# Служба внешней разведки Азербайджана
Служба внешней разведки Азербайджана (азерб. Azərbaycan Respublikasının Xarici Kəşfiyyat Xidməti) — государственный орган исполнительной власти Азербайджана, созданный на базе Министерства национальной безопасности Азербайджана. Начальник — генерал-полковник Орхан Султанов.

## Цели и задачи СВР Азербайджана
Служба внешней разведки Азербайджана занимается в основном политической разведкой. Также, как отмечает военный эксперт Адалет Вердиев, Службой внешней разведки может осуществляться и стратегическая разведка в военных целях.

## История
Служба внешней разведки Азербайджана была создана в соответствии с указом президента Азербайджана Ильхама Алиева № 706 от 14 декабря 2015 года на базе Министерства национальной безопасности Азербайджана. Распоряжением президента Азербайджана от 14 декабря 2015 года начальником Службы внешней разведки Азербайджана был назначен Орхан Султанов.
В своём журналистском расследовании азербайджанский журналист Эльчин Алыоглу отметил, что в создании вместо Министерства национальной безопасности Службы государственной безопасности и Службы внешней разведки существовала объективная необходимость, так как в отличие от большинства стран постсоветского пространства в развитых странах структура, которая занимается комплексом превентивных мер по решению проблем государственной и национальной безопасности, действует отдельно от организации, нацеленной на решение вопросов внешней разведки, и их работа совмещается только в определенных точках.
1 июня 2017 года Ильхам Алиев подписал указ об утверждении эмблемы Службы внешней разведки, в соответствии с которым было утверждено «Положение об эмблеме Службы внешней разведки Азербайджанской Республики» и изображение эмблемы.
28 июня 2018 года Ильхам Алиев подписал указ об утверждении «Положения о военной форме и знаках различия военнослужащих Службы внешней разведки Азербайджанской Республики» и «Описания военной формы и знаков различия военнослужащих Службы внешней разведки Азербайджанской Республики».

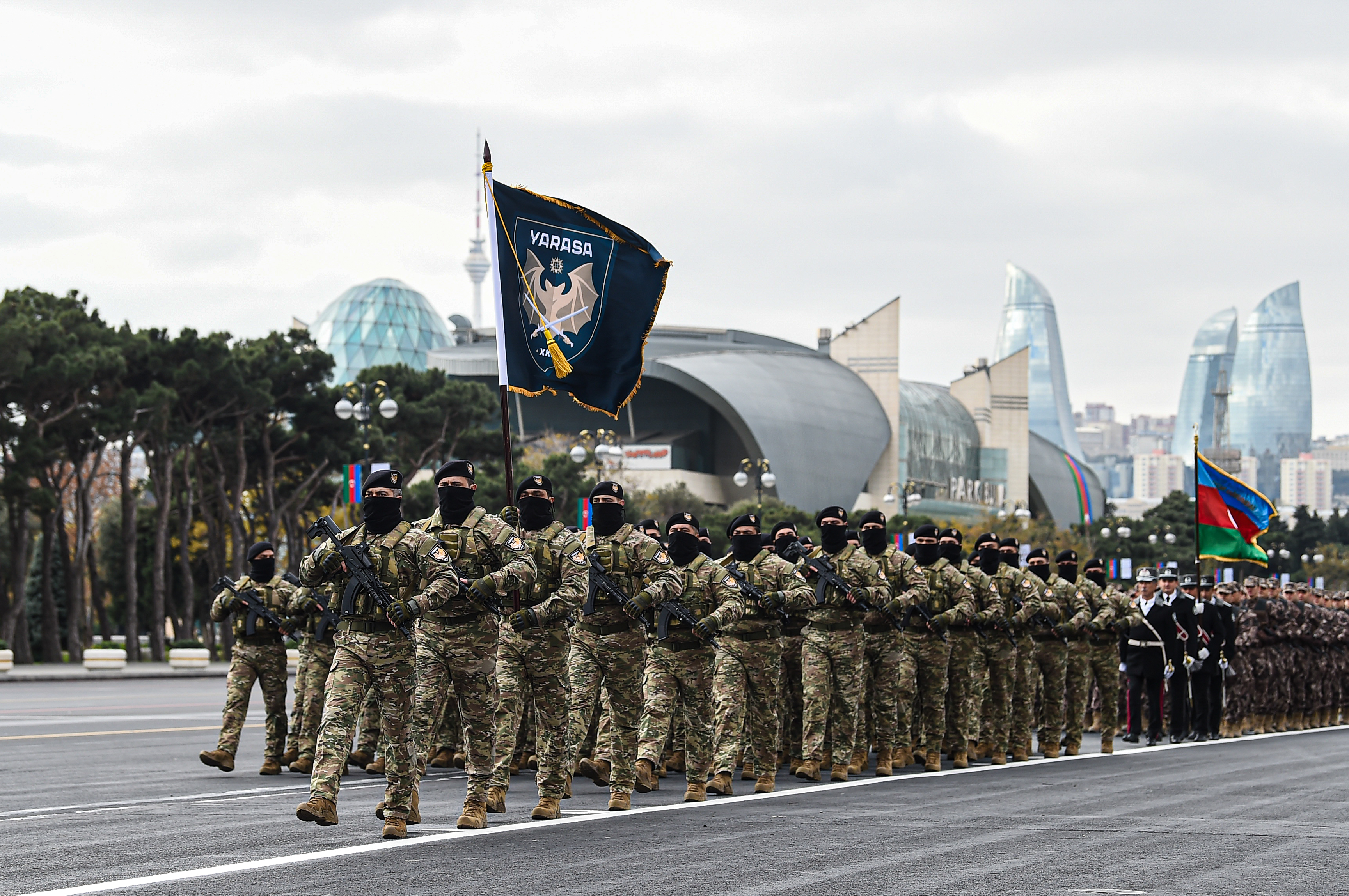
Парадный расчёт спецподразделения YARASA Службы внешней разведки Азербайджана на Параде Победы в Баку 10 декабря 2020 года

Во Второй Карабахской войне активное участие в боевых действиях приняли также спецподразделения YARASA Службы внешней разведки Азербайджана, считающегося самым засекреченным специальным подразделением в Вооружённых силах Азербайджана. Бойцы спецподразделения YARASA работали в основном в тылу противника, участвовали во взятии под контроль ряда населённых пунктов Азербайджана в ходе боевых действий. В частности, они одними из первых вошли в город Губадлы. В ходе состоявшегося 10 декабря 2020 года Парада Победы в Баку Азербайджан впервые показал спецподразделение YARASA Службы внешней разведки.

## Руководство

### Начальник
Начальник Службы внешней разведки Азербайджана и его заместитель назначаются президентом Азербайджана. В современной истории Азербайджана СВР Азербайджана возглавляли:
| № | ФИО                         | Воинское звание   | Даты (гг.)           |
| - | --------------------------- | ----------------- | -------------------- |
| 1 | Султанов, Орхан Седьяр оглы | Генерал-полковник | с 14.12.2015 — н. в. |

### Заместитель начальника
Должность занимали:
- генерал-майор Шадлинский Джейхун Вагиф оглы[10] (10.3.2017[11] — 6.2.2020[12])
- Исмайлов Заур Рамиз оглы (12.3.2020[13] — н. в.)